# Mei-Po Kwan
Mei-Po Kwan, née en 1962, est géographe, géomaticienne et professeure de géographie. Ses recherches portent sur la santé, l'environnement, les mobilités et les sciences de l'information géographique.
Elle est en faveur d'une utilisation féministe des systèmes d'information géographique.

## Biographie
Après un bachelor de géographie en 1985 à l'université chinoise de Hong Kong, Mei-Po Kwan obtient un master en aménagement du territoire de l'université de Californie à Los Angeles en 1989 puis un doctorat de géographie de l'université de Californie à Santa Barbara en 1994.

## Carrière
Mei-Po Kwan est professeure de géographie et SIG à l'université d'Illinois.
Elle est aussi professeure de géographie et de gestion des ressources et directrice de l'Institut des sciences de l'information spatiale et terrestre à l'université chinoise de Hong Kong. 
Elle enseigne les SIG. 

## Travaux scientifiques
Mei-Po Kwan travaille sur des questions environnementales, de santé, de durabilité, de mobilités et de Système d'information géographique (SIG).
Elle a découvert le problème du contexte géographique incertain (UGCoP), et le problème de la moyenne de l'effet de voisinage (NEAP),. 
Ses projets récents examinent les impacts sur la santé de l'exposition environnementale individuelle (par exemple, le bruit, la pollution de l'air, les espaces verts), la protection des données privées géolocalisées à travers le développement d'une enclave de données virtuelles géospatiales (GVDE) et la dynamique spatio-temporelle de la Covid-19,,.

### Théorie et critiques des SIG
Mei-Po Kwan défend l'idée de la possibilité d'un usage critique, et notamment féministe, des systèmes d'information géographique. 
Mei-Po Kwan fait partie, avec Susan Hanson, Nadine Schuurman, Gerry Pratt et Marianna Pavlovskaya des géographes anglophones promouvant les SIG comme outils de la géographie féministe. 
Suivant les travaux de Donna Haraway et contrairement à d'autres géographes féministes (comme Gillian Rose et Alison Blunt), elle prône l'idée, avec Nadine Schuurman, que la cartographie et les technologies géonumériques ne sont pas masculinistes en soi mais seulement du fait de leurs usages. Ce faisant, les géographes féministes devraient selon elles s'en emparer pour en faire des techniques féministes.
Leurs travaux montrent aussi que les SIG ne sont pas qu’un outil de recherche quantitatif mais qu'ils ont aussi des potentialités dans les domaines qualitatifs.

## Responsabilités scientifiques
Mei-Po Kwan est éditrice spécialiste des méthodes, modèles et SIG de la revue scientifique Annals of the American Association of Geographers de janvier 2006 à fin 2017.
En 2013, elle fonde l'International Geospatial Health Research Network (IGHRN).

## Distinctions et bourses
Elle reçoit de nombreux financements de la Fondation nationale pour la science. 
| Année | Distinctions |
| ----- | --- |
| 2005  | - Prix Edward L. Ullman du « Transportation Geography Specialty Group » de l'American Association of Geographers pour avoir « combiné les enjeux théoriques et empiriques de l'accessibilité avec des méthodes de visualisation utilisant des outils de SIG innovants ». - Prix de recherche de l'University Consortium for Geographic Information Science (en),. |
| 2009  | - Fellow de l'Association américaine pour l'avancement des sciences. |
| 2011  | - « Distinguished Scholarship Honors » de l'American Association of Geographers aux côtés de Diana Liverman. |
| 2016  | - Prix E. Willard and Ruby S. Miller de l'American Association of Geographers « pour ses accomplissements scientifiques exceptionnels et ses contributions à la discipline géographique et au-delà »,. - « Melinda S. Meade Distinguished Scholarship Award » du « Health and Medical Geography Specialty Group » de l'American Association of Geographers. - Fellow de la Fondation John-Simon-Guggenheim et obtention d'une Bourse Guggenheim des sciences sociales pour les États-Unis et le Canada,. |
| 2017  | - Prix Alan Hay de géographie des transports du groupe de recherche en géographie des transports de la Royal Geographical Society. - « Distinguished Scholar Award » de l'« International Association of Chinese Professionals in Geographic Information Sciences ». |
| 2018  | - Fellow de l'Academy of Social Sciences (en) - Sixième récipiendaire du prix Stanley Brunn de la créativité en géographie de l'American Association of Geographers après David Harvey (2017), Michael Goodchild (2016), Susan Hanson (2015), Robert B. Kates (2014), et Yi-Fu Tuan (2013) |
| 2019  | - Citée parmi les Highly cited Researchers (« Chercheuses et chercheurs très cités ») dans le Web of Science dans la catégorie cross-field (« transdisciplinaire »),. Ce classement regroupe les scientifiques ayant publié de nombreux articles très cités et faisant partie des 1% les plus cités dans le Web of Science pour une année et un champ donnés. |
| 2020  | - Fellow de l'American Association of Geographers |
| 2021  | - Citée parmi les Highly cited Researchers (« Chercheuses et chercheurs très cités ») dans le Web of Science dans la catégorie sciences sociales,. - « Wilbanks Prize for Transformational Research in Geography » de l'American Association of Geographers,. |
| 2022  | - Médaille d'honneur de géographie appliquée James R. Anderson de l'« Applied Geography Specialty Group » de l'American Association of Geographers. |

## Principales publications

### Ouvrages et chapitres
- (en) Space-Time Integration in Geography and GIScience (DOI 10.1007/978-94-017-9205-9, lire en ligne)
- (en) Cara Aitchison, Peter Hopkins et Mei-po Kwan, Geographies of Muslim identities : diaspora, gender and belonging, Routledge, 2016 (ISBN 978-1-315-58440-9, 1-315-58440-9 et 978-1-317-12913-4, OCLC 950471772, lire en ligne)

### Articles
- (en) Mei-Po Kwan, « Space-Time and Integral Measures of Individual Accessibility: A Comparative Analysis Using a Point-based Framework », Geographical Analysis, vol. 30, no 3,‎ 3 septembre 2010, p. 191–216 (DOI 10.1111/j.1538-4632.1998.tb00396.x, lire en ligne, consulté le 28 mai 2022)
- (en) Mei-Po Kwan, « The Uncertain Geographic Context Problem », Annals of the Association of American Geographers, vol. 102, no 5,‎ 1er septembre 2012, p. 958–968 (ISSN 0004-5608, DOI 10.1080/00045608.2012.687349, lire en ligne, consulté le 28 mai 2022)
- (en) Mei-Po Kwan, « Feminist Visualization: Re-envisioning GIS as a Method in Feminist Geographic Research », Annals of the Association of American Geographers, vol. 92, no 4,‎ 1er décembre 2002, p. 645–661 (ISSN 0004-5608, DOI 10.1111/1467-8306.00309, lire en ligne, consulté le 28 mai 2022)
- (en) Mei-Po Kwan, « Gender and Individual Access to Urban Opportunities: A Study Using Space–Time Measures », The Professional Geographer, vol. 51, no 2,‎ mai 1999, p. 211–227 (ISSN 0033-0124 et 1467-9272, DOI 10.1111/0033-0124.00158, lire en ligne, consulté le 28 mai 2022)